# Coupe latine de football 1951
Navigation
Coupe latine 1950 Coupe latine 1952
La Coupe latine 1951 a vu la victoire du Milan AC. Elle s'est déroulée à Milan et Turin et s'est terminée le 24 juin 1951 par la finale à San Siro à Milan.

## Demi-finales
| Demi-finale  | Milan AC | 4 - 1   | Atlético de Madrid | Stadio Giuseppe Meazza, Milan                |                                              |
| 20 juin 1951 | Renosto 17e 55e 75e · Nordahl 19e | (2 - 0) | 70e Carlsson | Spectateurs : Inconnue Arbitrage : Léon Boes | Spectateurs : Inconnue Arbitrage : Léon Boes |
| 20 juin 1951 | Lorenzo Buffon, Arturo Silvestri, Andrea Bonomi, Nils Liedholm, Carlo Annovazzi, Benigno De Grandi, Renzo Burini, Gunnar Gren, Omero Tognon, Mario Renosto, Gunnar Nordahl (entraîneur : Lajos Czeizler) | Équipes | Marcel Domingo, Alfonso Silva, Rafael Mújica (es), Alfonso Aparicio, Diego Lozano, Juan José Mencía (es), Henry Carlsson, José Luis Pérez-Payá, Adrián Escudero, José Juncosa, Pedro Mascaró (entraîneur : Helenio Herrera) | Spectateurs : Inconnue Arbitrage : Léon Boes | Spectateurs : Inconnue Arbitrage : Léon Boes |

| Demi-finale  | Lille OSC | 1 - 1   | Sporting Portugal | Stadio Giuseppe Meazza, Milan                           |                                                         |
| 21 juin 1951 | Jensen 37e | (1 - 0) | 56e Vasques | Spectateurs : Inconnue Arbitrage : Manuel Asensi Martin | Spectateurs : Inconnue Arbitrage : Manuel Asensi Martin |
| 21 juin 1951 | Pierre Angel, Jacques Van Cappellen, Marceau Somerlinck, Cor van der Hart, Guy Poitevin, Albert Dubreucq, André Strappe, Jean Lechantre, Marius Walter, Erik Kuld Jensen, Bolek Tempowski (entraîneur : André Cheuva) | Équipes | Carlos Gomes, Juvenal, Manuel Passos, Manuel Caldeira, Carlos Canário, Juca, Albano, José Travassos, Manuel Vasques, Jesus Correia, João Baptista Martins (entraîneur : Randolph Galloway) | Spectateurs : Inconnue Arbitrage : Manuel Asensi Martin | Spectateurs : Inconnue Arbitrage : Manuel Asensi Martin |

| Match d'appui | Lille OSC | 6 - 4 (a.p.) | Sporting Portugal | Stadio Giuseppe Meazza, Milan                           |                                                         |
| 22 juin 1951  | Strappe 5e 45e 49e 54e 97e · Tempowski 92e | (2 - 1)      | 27e 53e 76e Vasques · 65e Caldeira | Spectateurs : Inconnue Arbitrage : Manuel Asensi Martin | Spectateurs : Inconnue Arbitrage : Manuel Asensi Martin |
| 22 juin 1951  | Pierre Angel, Marceau Somerlinck, Guy Poitevin, Cor van der Hart, Jacques Van Cappellen, Albert Dubreucq, Jean Lechantre, Erik Kuld Jensen, Bolek Tempowski, André Strappe (entraîneur : André Cheuva) | Équipes      | João Azevedo, Mário Wilson, Manuel Passos, Manuel Caldeira, Carlos Canário, Juca, Veríssimo, Albano, Pacheco Nobre, Manuel Vasques, Jesus Correia (entraîneur : Randolph Galloway) | Spectateurs : Inconnue Arbitrage : Manuel Asensi Martin | Spectateurs : Inconnue Arbitrage : Manuel Asensi Martin |

## Match pour la troisième place
| Match pour la 3e place | Atlético de Madrid | 3 - 1   | Sporting Portugal | Stadio Giuseppe Meazza, Milan                       |                                                     |
| 24 juin 1951           | Carlsson 13e · Mascaró 73e · Pérez Payá 89e | (1 - 1) | 8e Travassos | Spectateurs : Inconnue Arbitrage : Giuseppe Carpani | Spectateurs : Inconnue Arbitrage : Giuseppe Carpani |
| 24 juin 1951           | Vicente Dauder (es), Alfonso Silva, Rafael Mújica (es), Diego Lozano, Tinte (es), Henry Carlsson, José Hernández González (es), Adrián Escudero, Pedro Mascaró, José Luis Pérez-Payá, Salvador Estruch (entraîneur : Helenio Herrera) | Équipes | João Azevedo, Mário Wilson, Manuel Caldeira, Juvenal, Carlos Canário, Veríssimo, Albano, José Travassos, Pacheco Nobre, Manuel Vasques, Jesus Correia (entraîneur : Randolph Galloway) | Spectateurs : Inconnue Arbitrage : Giuseppe Carpani | Spectateurs : Inconnue Arbitrage : Giuseppe Carpani |

## Finale
| Finale       | Milan AC | 5 - 0   | Lille OSC | San Siro, Milan          |                          |
| 24 juin 1951 | Nordahl 32e 67e 70e · Burini 40e · Annovazzi 70e | (2 - 0) | | Arbitrage : Eugen Scherz | Arbitrage : Eugen Scherz |
| 24 juin 1951 | Lorenzo Buffon, Arturo Silvestri, Andrea Bonomi, Carlo Annovazzi, Omero Tognon, Benigno De Grandi, Renzo Burini, Gunnar Gren, Gunnar Nordahl, Nils Liedholm, Albano Vicariotto (entraîneur : Lajos Czeizler / Antonio Busini) | Équipes | Pierre Angel, Jacques Van Cappelen, Guy Poitevin, Albert Dubreucq, Marceau Somerlinck, Cor van der Hart, Erik Kuld Jensen, Bolek Tempowski, André Strappe, Jean Vincent, Jean Lechantre (entraîneur : André Cheuva) | Arbitrage : Eugen Scherz | Arbitrage : Eugen Scherz |